# Universidade popular

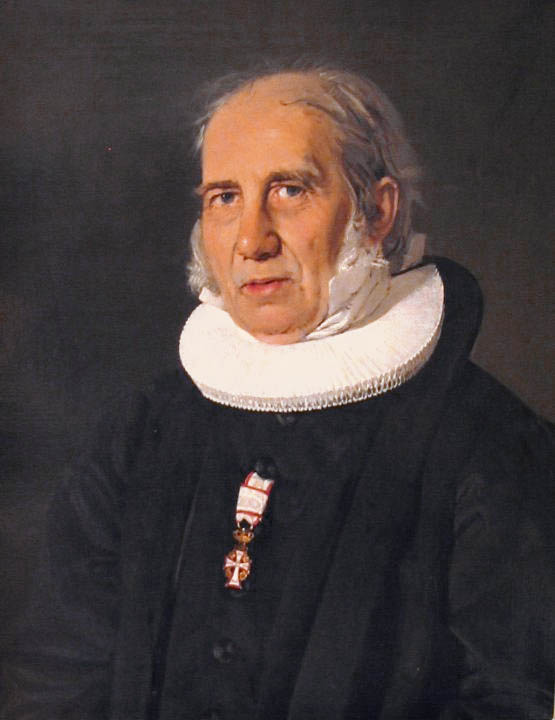
Nikolai Frederik Severin Grundtvig, o idealizador das universidades populares.

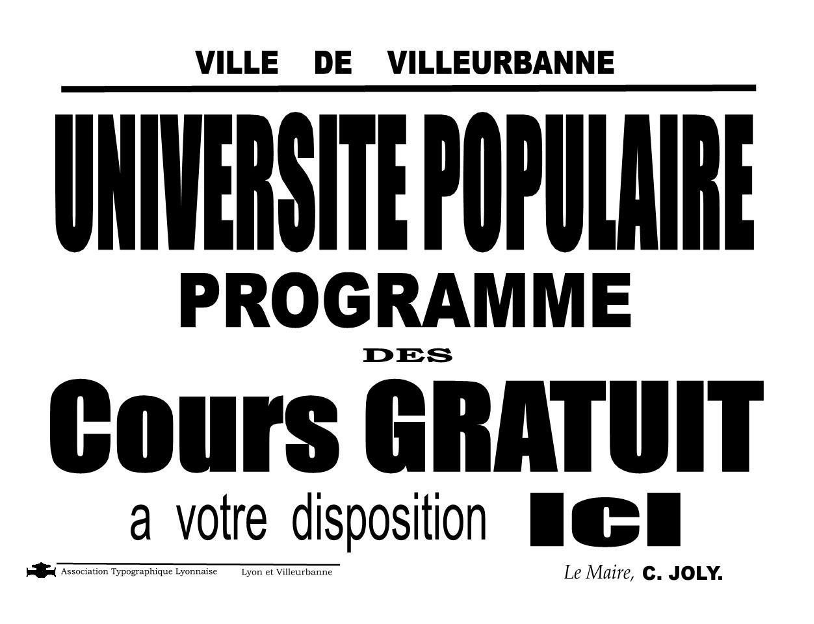
Lista de palestras da universidade popular da cidade de Villeurbanne, em 1936.

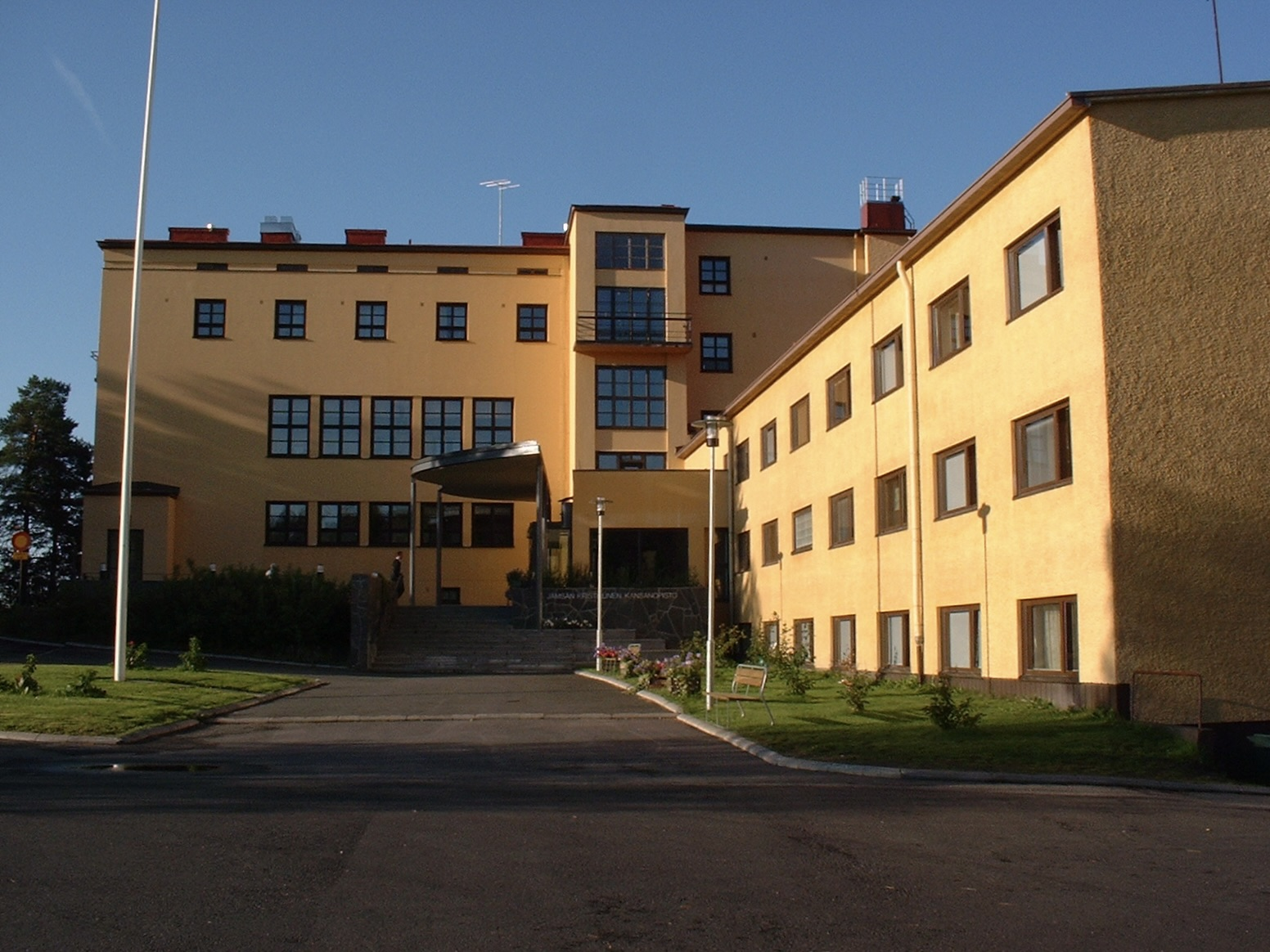
Universidade popular cristã de Jämsä, Finlândia.

Universidade popular ou Escola Superior Popular  é um tipo de instituição de ensino para adultos e pessoas de limitada condição de acesso ao ensino primário, secundário e superior, seja por questões financeiras ou por motivos pessoais ou ainda devido à distância a maiores centros de ensino superior. Tais universidades populares originaram-se do trabalho do poeta, filósofo, político, teólogo, pastor e escritor dinamarquês Nikolaj Frederik Severin Grundtvig (1783—1872) e concentram-se sobretudo nos países nórdicos e de língua alemã.

## Características
Em uma época em que a educação era restrita às elites e os cursos visavam somente à formação intelectual superior, Grundtvig, então inserido no contexto romanticista, concebeu a educação baseada em cursos práticos, mas sem negligenciar a formação humana individual. Tais escolas diferem de outras instituições de ensino superior por sua informalidade no ensino, não realizar exames finais nem conceder diplomas, oferecer cursos intensivos de dois a seis meses. Na Escandinávia a educação é gratuita e oferece-se residência estudantil.
Hoje as faculdades populares germânicas e nórdicas ensinam cursos de educação geral e vocacional em variados tópicos, como letras, música, artes, línguas, esportes, jornalismo, educação fundamental e média para adultos, com princípios de ética, moral e democracia implícitos. Na Alemanha e na Áustria fornecem-se cursos preparatórios para exames do Abitur e da Matura.
Normalmente os formados nas universidades populares adquirem conhecimento e habilidades para entrar no mercado de trabalho ou para a admissão nas universidades. Além da Alemanha, Áustria, Dinamarca, Finlândia, Noruega, Suíça e Suécia, há universidades populares de inspiração em Grundtvig na França (chamada  «Université populaire du Rhin»), na Itália (na região de fala alemã do Sul Tirol e várias de origem sindicalistas), na Holanda e duas nos Estados Unidos da América — a John C. Campbell Folk School, na Carolina do Norte, e Driftless Folk School, no Wisconsin.

## Suécia
Em 2015 havia 151 escolas superiores populares (em sueco: folkhögskola) na Suécia, das quais 108 eram geridas por associações ideais e 43 pelos governos regionais.
Estes estabelecimentos de ensino são em grande parte financiados pelo estado.

A formação dos professores destas escolas é tradicionalmente ministrada pela Universidade de Linköping.

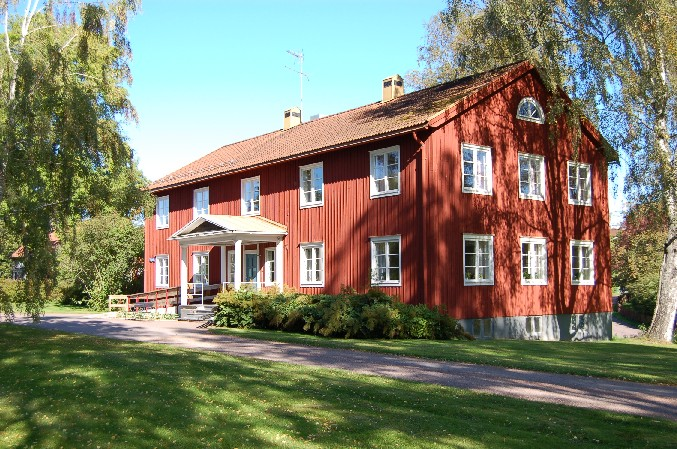
Escola Superior Popular de Fornby
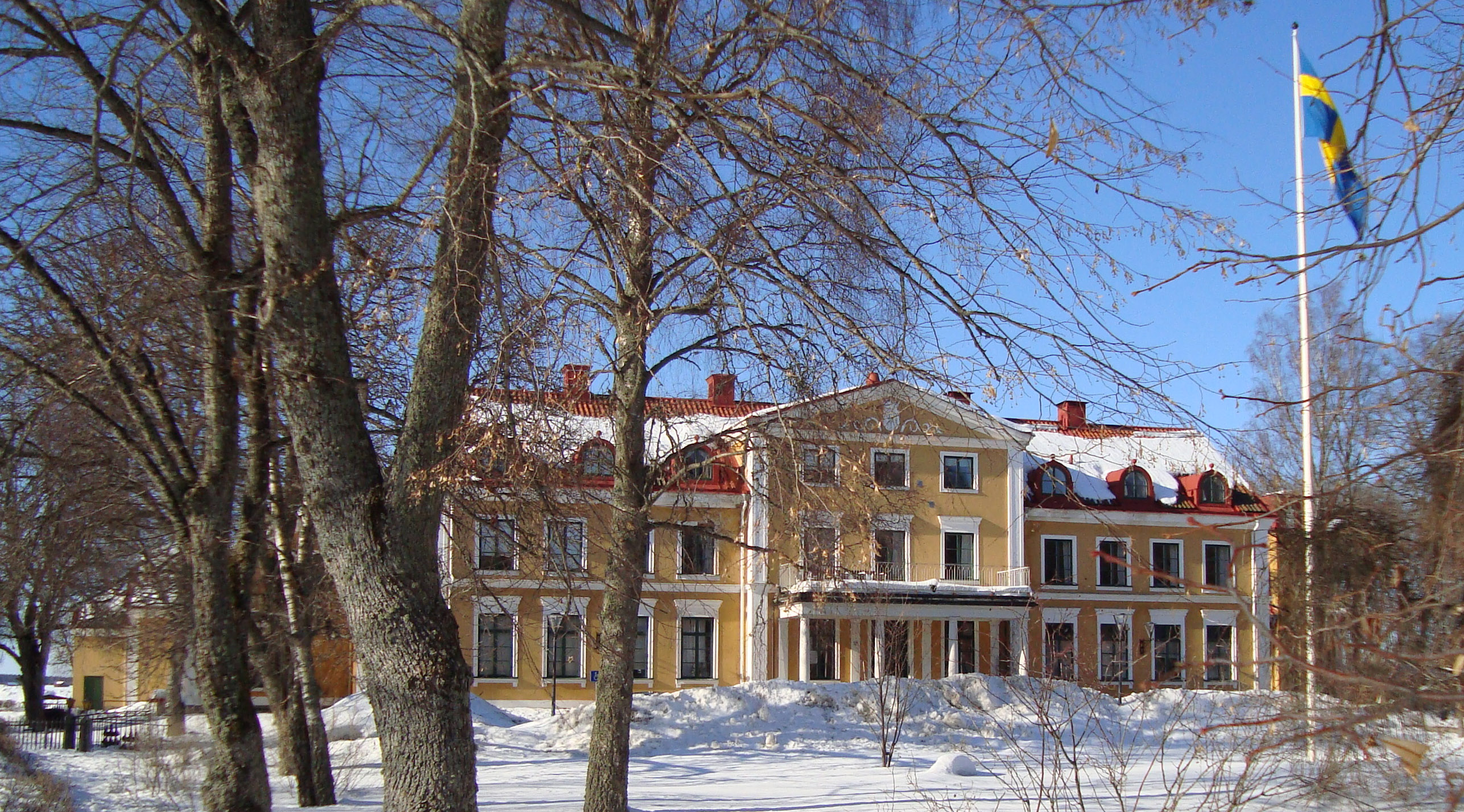
Escola Superior Popular de Tärna
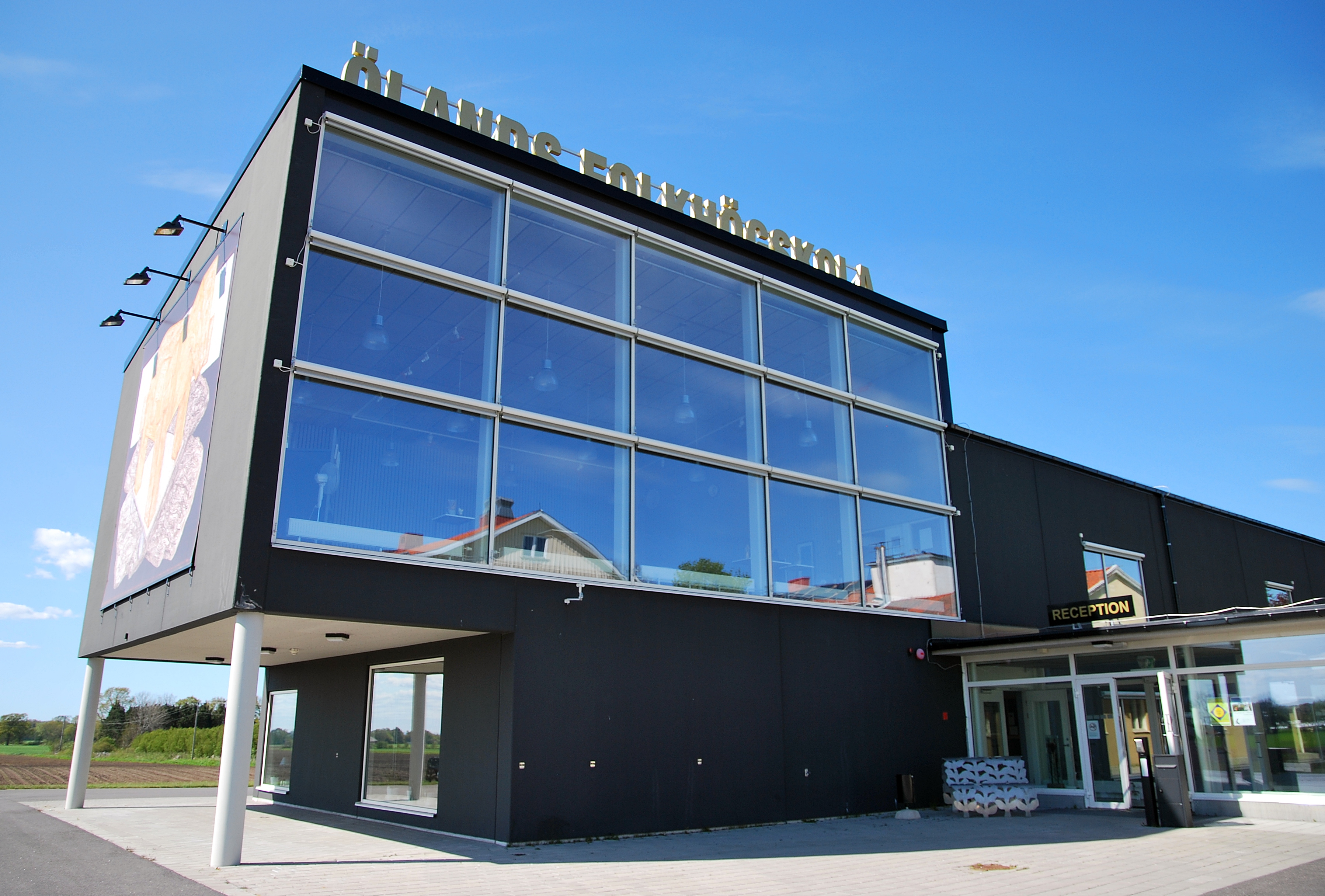
Casa da Arte da Escola Superior Popular de Öland
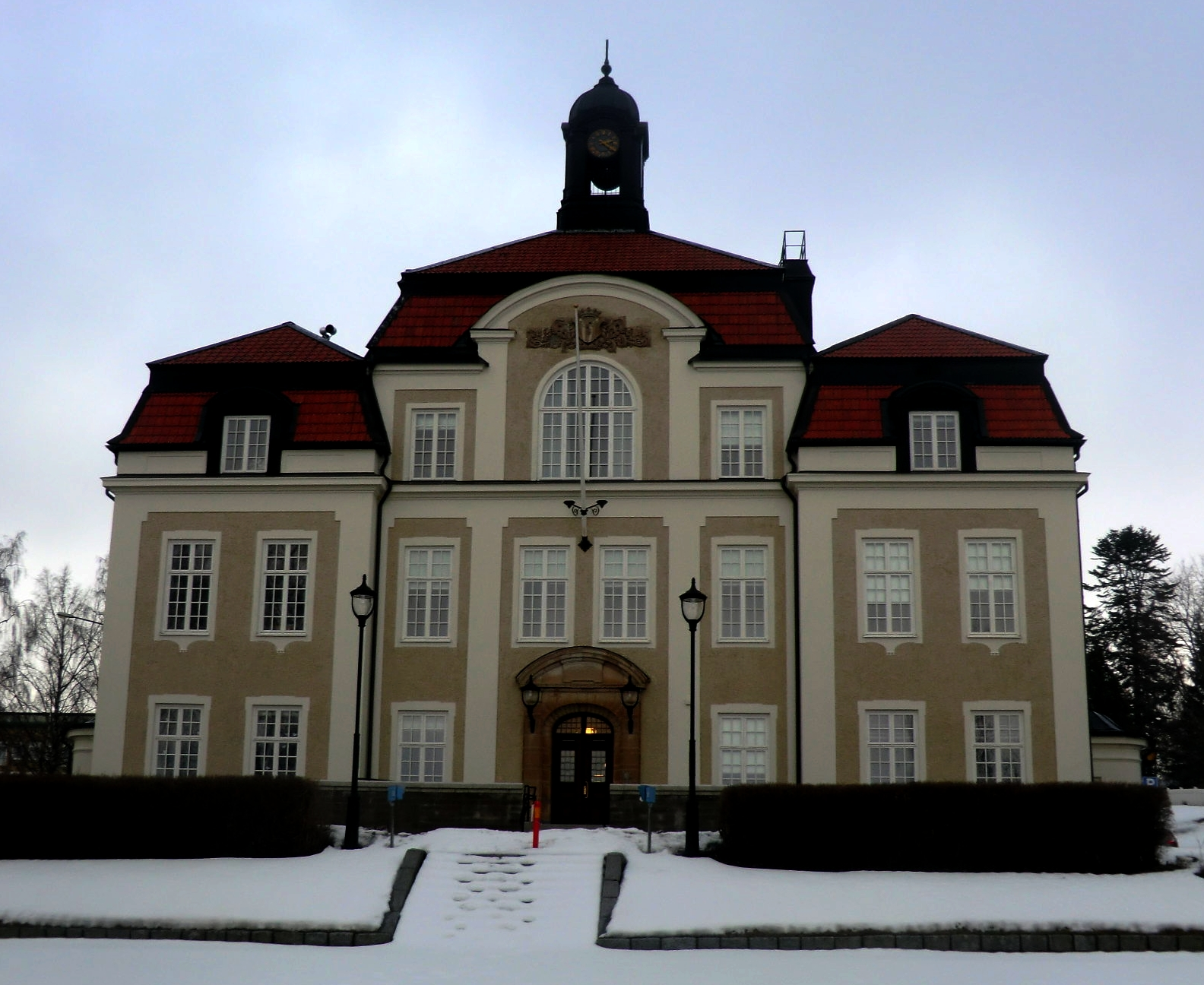
Escola Superior Popular de Örnsköldsvik
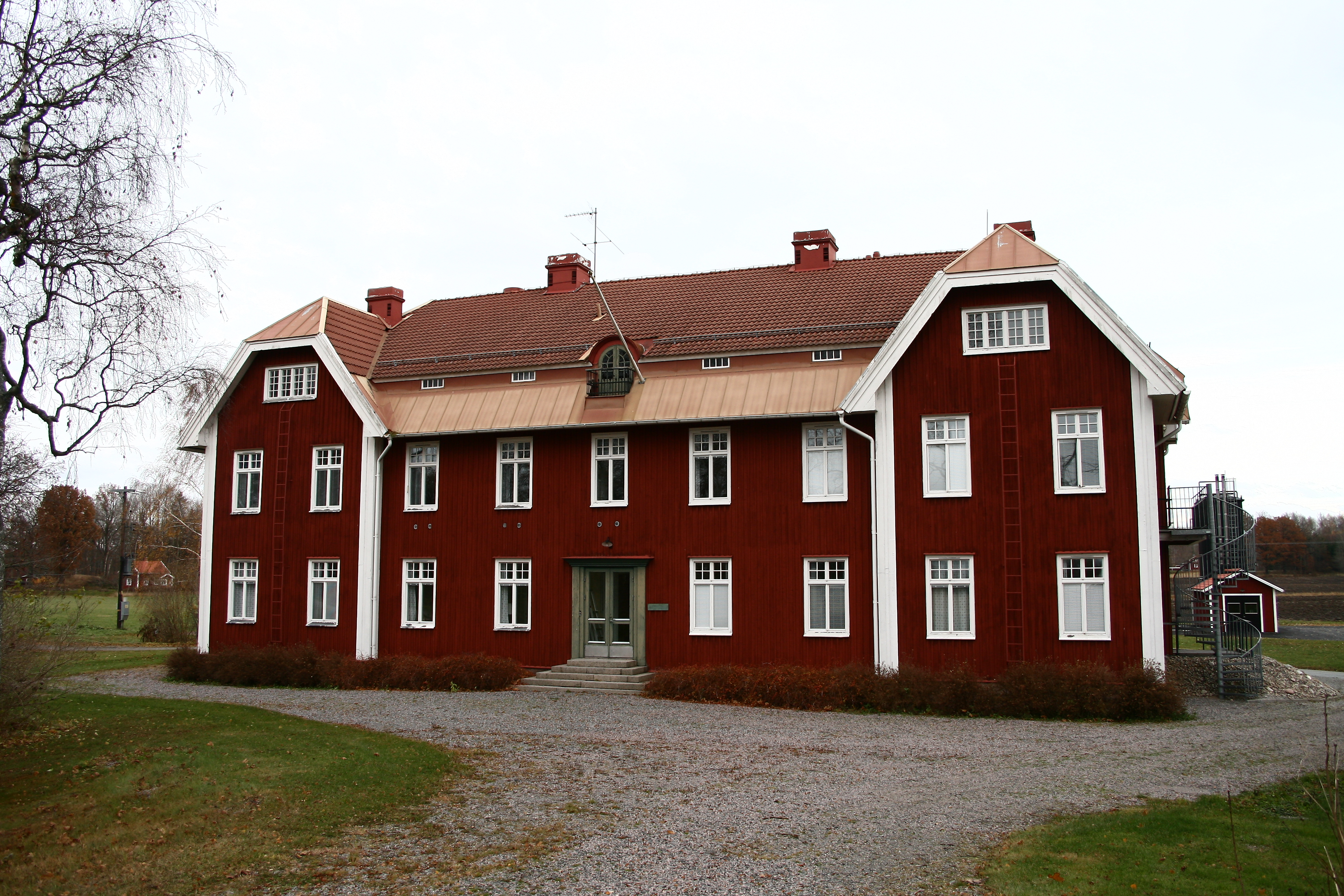
Internato da Escola Superior Popular de Kävesta

## Suíça
Fundada em 1982, a Universidade Popular do Cantão de Genebra, oferece, a adultos, cursos de alfabetização de francês, de línguas estrangeiras (dentre elas, o português do Brasil), de cultura geral, de informática e de matemática. Para o ano escolar de 2011—2012, a UPCGe prevê, até fim de junho de 2012, ter mais de 3.000 alunos inscritos. Ela é a única associação sem fins lucrativos suíça em que todos os professores (uns 200 formadores) são inteiramente voluntários.